# Capesize
Capesize er en skibstype af tørfragtskibe. De er for store til at sejle igennem Suezkanalen (Suezmax limits) og Panamakanalen (Panamax), og de skal således passere Kap Det Gode Håb eller Kap Horn for at krydse verdenshavene.
Da Suezkanalen blev gjort dybere i 2009 blev det muligt for visse capesize-skibe at benytte kanalen, og kategorien blev derfor ændret.
Capesize både kan transportere mellem 80.000 og 200.000 tons last. Deres primære funktion er at fragt kul og jernmalm.